# Tetrastichus scolyti
Tetrastichus scolyti är en stekelart som beskrevs av William Harris Ashmead 1894. Tetrastichus scolyti ingår i släktet Tetrastichus och familjen finglanssteklar. Inga underarter finns listade i Catalogue of Life.